# 仲尾台
仲尾台（なかおだい）は、神奈川県横浜市中区の町名。「丁目」の設定のない単独町名である。住居表示未実施区域。

## 地理
中区の西部に位置し、北東に立野、東に矢口台、南東に豆口台、南に滝之上、西に山元町、北に竹之丸と接している。

### 地価
住宅地の地価は、2024年（令和6年）7月1日の神奈川県地価調査によれば、仲尾台30番10の地点で38万5000円/m²となっている。

## 歴史

### 沿革
- 1933年（昭和8年）4月1日 - 根岸町の一部を分離し、仲尾台を新設[7]。

## 世帯数と人口
2025年（令和7年）6月30日現在（横浜市発表）の世帯数と人口は以下の通りである。
| 町丁   | 世帯数  | 人口    |
| ------ | ------- | ------- |
| 仲尾台 | 671世帯 | 1,319人 |

### 人口の変遷
国勢調査による人口の推移。
| 年                 | 人口  |
| ------------------ | ----- |
| 1995年（平成7年）  | 1,345 |
| 2000年（平成12年） | 1,405 |
| 2005年（平成17年） | 1,356 |
| 2010年（平成22年） | 1,369 |
| 2015年（平成27年） | 1,245 |
| 2020年（令和2年）  | 1,291 |

### 世帯数の変遷
国勢調査による世帯数の推移。
| 年                 | 世帯数 |
| ------------------ | ------ |
| 1995年（平成7年）  | 543    |
| 2000年（平成12年） | 569    |
| 2005年（平成17年） | 574    |
| 2010年（平成22年） | 610    |
| 2015年（平成27年） | 574    |
| 2020年（令和2年）  | 638    |

## 学区
市立小・中学校に通う場合、学区は以下の通りとなる（2024年11月時点）。
| 番・番地等 | 小学校             | 中学校               |
| ---------- | ------------------ | -------------------- |
| 全域       | 横浜市立立野小学校 | 横浜市立仲尾台中学校 |

## 事業所
2021年現在の経済センサス調査による事業所数と従業員数は以下の通りである。
| 町丁   | 事業所数 | 従業員数 |
| ------ | -------- | -------- |
| 仲尾台 | 20事業所 | 124人    |

### 事業者数の変遷
経済センサスによる事業所数の推移。
| 年                 | 事業者数 |
| ------------------ | -------- |
| 2016年（平成28年） | 16       |
| 2021年（令和3年）  | 20       |

### 従業員数の変遷
経済センサスによる従業員数の推移。
| 年                 | 従業員数 |
| ------------------ | -------- |
| 2016年（平成28年） | 106      |
| 2021年（令和3年）  | 124      |

## 施設
- 横浜市立仲尾台中学校
- 根岸外国人墓地

## その他

### 日本郵便
- 郵便番号：231-0839[3]（集配局：横浜港郵便局[17]）

### 警察
町内の警察の管轄区域は以下の通りである。
| 番・番地等 | 警察署     | 交番・駐在所 |
| ---------- | ---------- | ------------ |
| 全域       | 山手警察署 | 山手駅前交番 |